# Lymantria yunnanensis
Lymantria yunnanensis este o specie de molii din genul Lymantria, familia Lymantriidae, descrisă de Collenette 1933 Conform Catalogue of Life specia Lymantria yunnanensis nu are subspecii cunoscute.